# エテリ・リパルテリアニ
エテリ・リパルテリアニ（Eteri Liparteliani、1999年9月23日 - ）は、ジョージアのスヴァネティ出身の柔道選手。階級は57kg級。アトランタオリンピック78㎏級銅メダリストのソソ・リパルテリアニは叔父にあたる。

## 経歴
8歳の時に柔道を始めた。地元では本格的な稽古が積める環境ではなかったので、10歳の時に親元を離れて叔父のマルハツが住むルスタヴィへ移ってそこで稽古することになった。2015年に地元ジョージアのトビリシで開催されたヨーロッパユースオリンピックフェスティバル57㎏級で優勝すると、2016年にはヨーロッパカデでも優勝した。2018年のヨーロッパジュニアでは2位だったが、世界ジュニアでは初戦でクロアチアの選手に一本負けすると、団体戦でも準決勝の日本戦で富沢佳奈に上四方固で敗れるなどして5位だった。U23ヨーロッパ選手権では3位になった。2019年にはヨーロッパジュニアで優勝すると、世界ジュニアでも決勝で袴田佳名瑚を浮落で破るなど全て一本勝ちして、ジョージアの女子選手で初めてとなる世界ジュニアチャンピオンになった。団体戦では準決勝のロシア戦で勝利するも、代表戦で90㎏級のラシャ・ベカウリが技ありで敗れたため、チームは3位だった。U23ヨーロッパ選手権では優勝した。2021年に地元で開催されたグランドスラム・トビリシでは準決勝で世界チャンピオンであるカナダの出口クリスタに谷落で逆転勝ちするも、決勝でコソボのノラ・ジャコヴァに敗れて2位だった。7月に日本武道館で開催された東京オリンピックでは準々決勝でフランスのサラ＝レオニー・シジクに合技で敗れると、その後の3位決定戦でも芳田司に合技で敗れて5位だった。2022年の世界選手権では準々決勝で舟久保遥香に小外刈で敗れるなどして7位だった。2023年の世界選手権では3回戦で出口に反則負けを喫した。続く世界団体では準々決勝の日本戦で玉置桃に技ありで敗れたが、その後の敗者復活戦を勝ち上がってチームは3位になった。ヨーロッパ競技大会の団体戦では優勝した。コソボで開催されたヨーロッパオープン選手権では、決勝でイスラエルのティムナ・ネルソン＝レヴィを破って優勝を飾り、賞金5万5千ユーロが授与された。2024年に地元で開催されたグランドスラム・トビリシでは決勝で元世界チャンピオンであるカナダのジェシカ・クリムカイトを技ありで破って優勝した。なお、優勝を飾った直後に会場で婚約者からプロポーズを受けるサプライズがあった。パリオリンピックでは準々決勝でリオデジャネイロオリンピック金メダリストであるブラジルのラファエラ・シルバに内股で敗れると、その後の3位決定戦でも地元フランスのシジクに隅落で敗れて5位だった。2025年のグランドスラム・トビリシでは2連覇を果たした。世界選手権では決勝で玉置桃を合技で破って優勝を飾った。世界団体 では準決勝の日本戦で玉置に逆転勝ちするなどしてチームを勝利へ導くと、決勝の韓国戦ではパリオリンピック銀メダリストであるホ・ミミを谷落で破り、チームも初優勝を飾った。
IJF世界ランキングは1585ポイント獲得で28位(25/6/2現在)。

## 主な戦績
- 2015年 - ヨーロッパユースオリンピックフェスティバル　優勝
- 2016年 - ヨーロッパカデ　優勝
- 2018年 - ヨーロッパジュニア　2位
- 2018年 - 世界ジュニア　団体戦　5位
- 2018年 - U23ヨーロッパ選手権　3位
- 2019年 - ヨーロッパオープン・プラハ　2位
- 2019年 - グランプリ・トビリシ　7位
- 2019年 - グランプリ・ザグレブ　3位
- 2019年 - ヨーロッパジュニア　優勝
- 2019年 - 世界ジュニア　個人戦　優勝　団体戦　3位
- 2019年 -　U23ヨーロッパ選手権　優勝
- 2021年 -　グランドスラム・テルアビブ　3位
- 2021年 -　グランドスラム・トビリシ　2位
- 2021年 -　ヨーロッパ選手権　5位
- 2021年 -　東京オリンピック　5位
- 2021年 -　グランドスラム・パリ　3位
- 2021年 - U23ヨーロッパ選手権　団体戦　優勝
- 2021年 - ヨーロッパ選手権　団体戦　優勝
- 2022年 -　グランドスラム・テルアビブ　2位
- 2022年 -　ヨーロッパ選手権　3位
- 2022年 -　グランドスラム・トビリシ　3位
- 2022年 -　グランプリ・ザグレブ 2位
- 2022年 -　世界選手権　7位
- 2022年 -　グランドスラム・アブダビ　3位
- 2023年 -　グランドスラム・タシケント　2位
- 2023年 -　世界団体　3位
- 2023年 -　ヨーロッパ競技大会　団体戦　優勝
- 2023年 -　グランドスラム・バクー　2位
- 2023年 -　グランドスラム・東京　7位
- 2023年 -　ヨーロッパオープン選手権 優勝
- 2024年 -　グランドスラム・バクー　3位
- 2024年 -　グランドスラム・トビリシ　優勝
- 2024年 -　ヨーロッパ選手権 3位
- 2025年 - グランドスラム・パリ　5位
- 2025年 -　グランドスラム・トビリシ　優勝
- 2025年 - ヨーロッパ選手権　2位
- 2025年 - 世界選手権　優勝
- 2025年 - 世界団体　優勝

(出典、JudoInside.com)